# اس‌اس شیلر
اس‌اس شیلر (به انگلیسی: SS Schiller) یک کشتی بود که طول آن ۳۸۰ فوت (۱۲۰ متر) بود.